# Посадас (Кордова)
Посадас (ісп. Posadas) — муніципалітет в Іспанії, у складі автономної спільноти Андалусія, у провінції Кордова. Населення — 7590 осіб (2010).
Муніципалітет розташований на відстані близько 310 км на південний захід від Мадрида, 29 км на захід від Кордови.
На території муніципалітету розташовані такі населені пункти: (дані про населення за 2010 рік)
- Посадас: 7384 особи
- Ріверо-де-Посадас: 206 осіб

## Демографія
Динаміка населення (INE ):

## Уродженці
- Антоніо Гарсія Навахас (*1958) — відомий у минулому іспанський футболіст, захисник.

## Галерея зображень

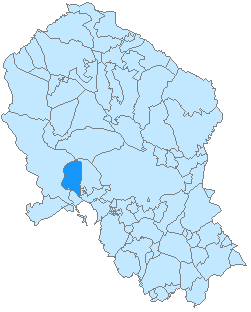
Розташування муніципалітету у провінції Кордова